# Police Story 3: Supercop
Pour les articles homonymes, voir Police Story (homonymie).
Série Police Story
Police Story 2
(1988) Contre-attaque
(1996)
Série Supercop
Supercop 2
(1993)
Pour plus de détails, voir Fiche technique et Distribution.
Police Story 3: Supercop (sinogramme traditionnel : 警察故事３超級警察 ; Cantonais-romanisation Yale : Jing cha gu shi III: Chao ji jing cha) est un film hongkongais réalisé par Stanley Tong, sorti en 1992.
Il fait suite à Police Story (1985) et Police Story 2 (1988). Jackie Chan et Michelle Yeoh sont notamment au générique.

## Synopsis
L'Inspecteur « Kevin » Chan Ka Kui de la police Hong Kongaise doit faire équipe avec Jessica Yang, officier de l'armée chinoise, pour lutter contre un syndicat du crime et le trafiquant de drogue Chaibat...

## Fiche technique
- Titre original : Jing cha gu shi III: Chao ji jing cha (警察故事３超級警察)
- Titre international : Supercop[1]
- Réalisation : Stanley Tong
- Scénario : Fibe Ma, Edward Tang et Lee Wai Yee
- Musique : Mac Chew, Jenny Chinn et Jonathan Lee
- Photographie : Ardy Lam (crédité comme Lam Kwok Wah)
- Montage : Kar Fei Cheung et Peter Cheung
- Décors : Oliver Wong
- Production : Willie Chan et Edward Tang
  - Producteurs délégués : Jackie Chan et Leonard Ho
- Sociétés de production : Golden Way Films Ltd. et Golden Harvest Company
- Distribution :
  - Hong Kong : Golden Harvest Company
  - France : Swift Productions
  - États-Unis : Dimension Films (1996)
- Genre : Comédie, Film policier
- Durée : 95 minutes  (États-Unis : 91 minutes)
- Pays d'origine :  Hong Kong
- Langues originales : cantonais, anglais
- Format : couleur, 35 mm - 2,35 : 1
- Son : mono ; États-Unis : Dolby, Dolby Atmos (Ultra HD Blu-ray)
- Dates de sortie[1] :
  - Hong Kong : 4 juillet 1992
  - États-Unis : 8 octobre 1993 (sortie limitée)
  - France : 26 janvier 1994
  - États-Unis et Canada : 26 juillet 1996

## Distribution
- Jackie Chan (VF : Vincent Violette) : Inspecteur Chan Ka Kui « Kevin »
- Michelle Yeoh (VF : Dominique Westberg) : Inspecteur Jessica Yang (créditée comme Michelle Khan)
- Maggie Cheung : May
- Kenneth Tsang : Chaibat
- Yuen Wah : Panther
- Bill Tung (VF : Pierre Baton) : « Oncle » Bill Wong
- Josephine Koo : Cheng Wen Shi, la femme de Chaibat
- Kelvin Wong : Peter
- Philip Chan : Inspecteur Y.K. Chen
- Ken Lo : un homme de Chaibat
- Lieh Lo (VF : Jean-Claude Sachot) : le général
- Kim Penn : la blonde armée (non créditée)
- John Wakefield : un officier d'Interpol (non crédité)

## Commentaires
- Il est possible que ce film ne soit pas liés aux films précédents de Police Story, car on remarque dans ce troisième que l'acteur "Cheung Wing-fat" joue le rôle de Hsiung, un complice d'un criminel, alors que dans Police Story 1 et 2, il jouait le rôle de l'inspecteur Kim, un partenaire de Ka Kui.

## Accueil

### Box-office
- Hong Kong : 32 609 783 $ HK[2]
- France : 61 402 entrées[3]
- États-Unis : 27 903 417 $ US[3]